# HD 183312
HD 183312，又名CD-3215233，SAO 211315、HR 7399，是一颗恒星，视星等为6.6，位于銀經6.91，銀緯-21.67，其B1900.0坐标为赤經19h 23m 48.4s，赤緯-32° -21.67′ 49″。